# Caenobrachymeria
Caenobrachymeria is een geslacht van vliesvleugeligen uit de familie bronswespen (Chalcididae). De wetenschappelijke naam van dit geslacht is voor het eerst geldig gepubliceerd in 1974 door Steffan.

## Soorten
Het geslacht Caenobrachymeria is monotypisch en omvat slechts de volgende soort:
- Caenobrachymeria polybiaeraptor (Steffan, 1974)